# Бортники (Івано-Франківський район)
Бо́ртники — село в Україні, у Тлумацькій міській громаді Івано-Франківського району Івано-Франківської області. 

## Назва
У старовинних писемних джерелах часто зустрічається термін «бортна земля», «борть» тощо. Назва села походить від слова «борть» — це видовбане у пні, або стовбурі старого дерева дупло для рою бджіл. У давні часи виникли назви вулиць: Підлуг, Підліс, Осередок. Ці назви говорять самі за себе. Поля які оточують село Бортники, мають урочища: «Дуброва», «Пискорів», «Лиса гора», «Перелоч», «Царинка», «Осередок», «Підлуг».

## Розташування
У XII ст. люди почали заселяти південно-східну частину села де знаходиться джерело «Бураківка». Теперішня західна частина села була покрита лісом. Село розташоване в лісо-степовій смузі на прикарпатській рівнині, яка переходить у підгір'я Карпат. Село з південного заходу, сходу і південного сходу оточено лісами. Його оточує п'ять ставків, протікають протоки. До села Бортники відноситься хутір Піддубина. Село Бортники межує з селом Богородичин Коломийського району та селами Пужники, Прибилів, Королівка Івано-Франківського району.
Селом протікє річка Солоник, ліва притока Млинівки.

## Топоніміка
У ХІІ ст. люди почали заселяти південно-східну частину села джерела «Бураківка». Теперішня західна частина села була покрита лісом. Село розташоване в лісо-степовій смузі на прикарпатській рівнині, яка переходить у підгір'я Карпат. Село з південного заходу, сходу і південного сходу оточено лісами. Річок біля села немає. Його оточує п'ять ставків, протікають протоки. Село Бортники межує з селом Богородичин Коломийського району та селами Пужники, Прибилів, Королівка Тлумацького району.
У старовинних писемних джерелах часто знаходимо терміни «бортна земля», «борть», «дубові пні бортні» тощо. Назва села походить від слова «борть». Борть — це видовбане у пні, або стовбурі старого дерева дупло для рою бджіл. Вуликами почали користуватися тільки у 15 ст. У давні часи виникли назви вулиць: Підлуг, Підліс, Осередок. Ці назви говорять самі за себе. Поля, які оточують село Бортники, мають урочища: «Дуброва», «Пискорів», «Лиса гора», «Дубрівка», «Перелуч», «Царинка», «Ланок».

## Історія
Поблизу села в урочищі Могила знаходиться курган Бортники І невизначеної приналежності , розміром – 30 на 30 метрів.
Відоме з 1437 року.
У податковому реєстрі 1515 року в селі документується 3 лани (близько 75 га) оброблюваної землі.
Село було королівською власністю, але знаходилось в оренді. У 1785—1854 роках Бортники належали до Товмацької деміції Станіславського округу, а з 1854 року — Товмацького повіту Станіславського округу.
У 1934—1939 рр. село входило до об'єднаної сільської ґміни Хоцімєж Тлумацького повіту.
У 1939 році в селі проживало 1 960 мешканців, з них 1 790 українців-грекокатоликів, 120 українців-римокатоликів, 20 поляків, 30 євреїв
12 червня 2020 року, відповідно до Розпорядження Кабінету Міністрів України  № 714-р «Про визначення адміністративних центрів та затвердження територій територіальних громад Івано-Франківської області», увійшло до складу Тлумацької міської громади.
19 липня 2020 року, в результаті адміністративно-територіальної реформи та ліквідації Тлумацького району, село увійшло до складу новоутвореного Івано-Франківського району.

## Громадське життя
Жителі села не забули великої роботи Балицьких–Сосенків на благо села. В 1994 році 2 травня з ініціативи священика Василя Томина, випускника місцевої школи 1980 р., на кошти нащадків Балицьких-Сосенків-Ганаковських на місцевій амбулаторії /колишня резиденція/ була встановлена меморіальна дошка. На ній написано: «В цьому селі з 1907 по 1944  рр. перебувала родина Балицьких-Сосенків, яка талант своїх синів і дочок поклала на вівтар України»
В 1990 р. з ініціативи греко-католицької громади в селі відновлена могила січовим стрільцям.
З ініціативи православної громади в селі відновлено пам'ятник скасування кріпосного права, який був встановлений в 1848 р., а зруйнований тоталітарним режимом 1962 р.
Великий внесок у розвиток села зробив колишній голова колгоспу «Прикарпаття», випускник нашої школи 1964 р. Томин Михайло Васильович. Завдяки йому в селі побудовано спортивний комплекс, заасфальтовано дорогу до с. Королівка, почато газифікацію села.
На сучасному етапі нашого життя учні, вчителі та випускники школи беруть активну участь у громадському житті нашого села. Школа тісно співпрацює з церквою, священики є частими гостями на багатьох святах, які проводяться в школі, не обходиться без духовних наставників жоден перший і останній дзвінок, виховні заходи.
У селі діє народний Історико-краєзнавчий музей села Бортники.
Свято бережуть у нашому селі звичаї та традиції нашого краю. Кожного року на Різдвяні свята вулицями села ідуть вертепи, колядники, «Маланки» в яких беруть участь учні та випускники нашої школи. Учні нашої школи завжди є учасниками всіх виховних заходів і свят, що проводяться в школі та в селі, чарують своїми піснями сімейні колективи Бабеїв та Козловських, захоплює своєю артистичністю Валентина Сірман і багато обдарованих дітей нашого села.

### Школа…
ІСТОРИЧНА ДОВІДКА
ПРО ЗАРОДЖЕННЯ І РОЗВИТОК ОСВІТИ У СЕЛІ БОРТНИКИ 
Перша згадка про школу. Перші вчителі.

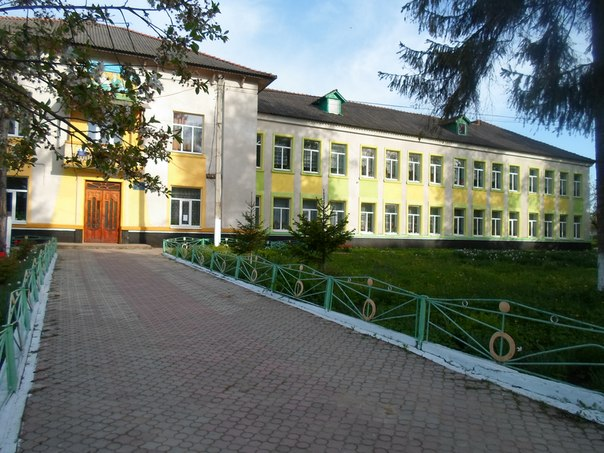
світлина зроблена 2015 року.

Спогади жителів села Бортники свідчать про те, що першою грамотною людиною в селі був дяк, який почав вчити грамоти багатьох людей. Він дав початок розвитку освіти в селі. Єдиною згадкою про школу такого типу в Бортниках можна вважати запис про наявність в селі парафіяльної школи, зафіксований в одній із довідкових австрійських книг за 1857 рік.
У 1875 році у церковній бібліотеці села було 14 богослужебних книг.
Перші відомості про школу в Бортниках подають церковні шематизми другої половини XIX ст., з яких довідуємось, що у 1887 році в селі існувала «несистематична» школа. За метричними даними в 1887 році в селі проживало 192 дітей шкільного віку, з них 173 української і 19 польської національності. Навчалося у школі лише 78 хлопчиків — українців з 99, дівчата (74) зовсім не відвідували школу. Загалом поза школою у цьому році перебувало 95 дітей, тобто більша половина. Школа мала власне приміщення, що підтверджується документами. В одному з них від 25 жовтня 1888 року, де характеризується стан громади села, згадується шкільний будинок з двох кімнат — житлової і шкільної.
Як свідчать перекази старожилів, громада села своїм коштом збудувала однокімнатний будинок школи. Ділянку землі під школу, біля поміщицького саду, який назвали «Огродом», виділив господар села Кликайло Осафат.
Проте утворення народної школи так і не було зареєстровано, а отже, за статусом школа й далі залишалася церковно-приходською. Тільки 16 лютого 1889 року крайова шкільна рада у Львові ухвалила рішення про «організацію в Бортниках штатної однокласної школи з одним вчителем».
У ході конкурсного відбору (28.09.-1.10.1890 р.) на посаду вчителя у Бортники був направлений Людвіг Федусевич, який вважається першим вчителем новоствореної народної школи. Як свідчать джерела, однокласною школа в Бортниках була всього шість років. За цей час особливих змін не відбулося. Відомо тільки, що у 1892 р. прийшов новий учитель Тадеуш Шуманський, який замінив А.Федусевича. Проте він лише рік працював у Бортниках, бо наступного року на цій посаді був уже Рудольф Остапович. З часом охочих вчитися ставало більше. 3 липня 1895 року Львівська крайова шкільна рада постановила « … перетворити однокласну школу у Бортниках на двокласну з одним ведучим і одним молодшим вчителем з дня 1 вересня 1895 року». На посаду другого, тобто молодшого вчителя, у 1894 році прийшла Витвіцька Євгенія, а обов'язки старшого вчителя виконував Яскуловський Ян (1864 р.н.). Навчали місцевих школярів ці наставники лише три роки. Причини їхнього недовготривалого перебування у селі невідомі. У 1897 році школа на деякий час припиняє функціонувати через відсутність вчителів. А в 1898—1899 н. р. в школу прибули троє вчителів: Гринник Юзеф — керівник, учитель П'єляш Софія — молодший та Крет Францішек як позаштатний. Разом з тим повідомлення шематизмів про наявність у селі Софії П'єляш, підтверджують відомості старожилів про приїзд у село у 1898—1899 рр. трьох вчителів — Яна П'єляша (1874 р.н.), з сестрою Зосею (Софією, 1876 р.н.) і Франею (1872 р.н.), поляками з Кракова, що пов'язали свою долю з покутським селом більш ніж на 30 років. В 1898 році, громада на чолі з Крив'яком Осафатом викупила у єврея Шварца Юдня корчму — цегляний будинок, критий цинковим залізом і передала під школу. Ян П'єляш став керівником початкової школи з 15 квітня 1899 року.
У 1911 році двокласна сільська школа перейшла на програму чотирикласної, а в 1912 році отримала офіційний статус чотирикласної нижчої початкової школи. З цього року в школі працює Софія Котилів, а з 1914 — Стефанія Ясінська. До навчання в школі було записано 122 дітей.
З 1 березня 1929 року до вчительської праці приступає Марія Сперкач (Балицька), 31 жовтня 1929 року Ян П'єляш був переведений на пенсію, а його місце зайняли молоді вчителі — Ян та Марія Соколовські.
На 1930 рік школа в Бортниках, як уже зазначалось, мала 4 класи. Шкільний будинок загальною площею 160 м, будучи поділеним на 5 класних кімнат, вміщував 234 учні, які навчались у дві зміни. У 1936 році школа перейшла на програму шестикласної. З листопада 1937 року на вчительську роботу в школу прибув виходець з Бортників Михайло Комановський. З 1939 по 1941 рр. директором 6-класної школи в Бортниках працював Кликало Володимир Леонтович.
У роки німецької окупації в школі продовжували навчатися 6 років. Під час звільнення села, в 1944 р., приміщення школи згоріло. Навчання проходило у будинках господарів: старій хаті поляка К. Л. Донікевича, який виїхав в Польщу, хаті Кликайла Корнила, а також Слободян Сеньки Юріївни. Так у шести класних кімнатах навчалося 385 учнів. Це були діти з Бортник і навколишніх сіл: Богородичина, Гостова, Прибилова, Пужник.
У 1949 р. згоріла стара школа — оселя поляка Донікевича, де було три кімнати. Тоді було найнято три кімнати у жительки села Крив'як Гафії Дмитрівни. Учнів збільшилося до 600 і знову навчання продовжувалося у дві зміни. Перший випуск семирічної школи було проведено у 1947 р.
2. Стара школа. Відтворено жителем села Гарасимовим Миколою Миколайовичем з розповіді старожила Нємого Олекси Петровича. 1953 рік.
Роки побудови школи
24 листопада 1952 року 17 вчителів та 372 учні переступили поріг новозбудованої Бортниківської середньої школи. Ініціаторами її будівництва були вчителі та активісти села: Яцишин Василь Іванович, Гаврилків Михайло Петрович, Кликайло Василь Юркович, Ганаковський Юліан Григорович, Стасюк Микола Пилипович. Вони писали листа в Москву до Ворошилова. Пройшло небагато часу і державна влада взялася за вирішення проблеми нашого села. За свідченнями старожилів, весною 1950 року в село приїхав Михайло Малярчук з с. Коршів Коломийського району з бригадою будівельників. На роботу приймали і жителів села. Активними учасниками будівництва були такі наші односельчани: Горбак Параска Олексіївна, Крив‘як Ганна Мартинівна, Слободян Маланка Андріївна, Гаврилків Михайло Васильович, Жирун Василь Миколайович, Гаріджук Василь Кирилович.
За 2,5 роки була побудована двоповерхова школа, де розміщено 14 класних кімнат. За період з 1952 по 2016 рік в школі проведено 60 випусків. Першими випускниками були 13 учнів 1955 року випуску.
3. Свято останнього дзвоника в новозбудованій школі.
Директор Г. М. Яремчук вручає учню грамоту.
4. Перший випуск середньої школи /1955 р./:
перший ряд — Колибаб'юк М., Громадюк К., Василинюк М., Кузів П., Козак Г., Бриштанюк П.,
другий ряд — Кликайло М., Цурпаненко Л., Родчин П., Яворська М., Борисенко Н.
2015 р.
Колектив вчителів школи та вчителів-ветеранів. Свято вчителя, 2003 рік. Перший ряд зліва направо — Трак О. І., Козловська Я. М., Громадюк М. П., Гаріджук М. Ю., Ганаковська Г. А., Громадюк Г. В., Шевченко З. Ф.; другий ряд- Глинка Л. М., Гарасимів Л. В., Слободян О. Р., Опар Н. І., Гаврилків І. Б., Гаврилків М. М., Сеник Г. Г., Слободян Г. М., Кликало В. П.; третій ряд — Ватилів О. І., Гриновецька Г. М., Гаріджук О. В., Гаріджук М. В., Громадюк М. Л., Карп'як І. М., Жирун М. Т.,Слободян Р. М.
Вчителі-ветерани. Травень 2004 року.
Зліва направо перший ряд — Стасюк М. К., Шевченко З. Ф., Ганаковська Г. А., Громадюк Г. В., Гаріджук М. Ю., Ткачук П. В.;
другий ряд -  Ганаковський А. Ю., Громадюк М. Л., Громадюк І. К.
За останні роки в педагогічний колектив влилися молоді педагогічні працівники: Магас Н. М., Цимбалюк Т. В., Слободян Г. В., Родчин В. М., Іванцюк Г. С., Гарасимів В. Б., Гарасимів С. І., Литвинюк Н. І., Крив'як Н. М., Михайлишин О. Р., Козловська М. Р., Кравчук О. В., Андріїв Л. М., Іваньо О. Я., Битківський Ю. Я., Бойчук Р. А.
Керівники школи
В важкі післявоєнні роки очолював школу Гаврилків Михайло Петрович, житель села, який надалі всі роки своєї педагогічної праці присвятив рідній школі.
З 1949 по 1952 рік директором була Тарасюк Катерина Андріївна.
В кінці серпня 1952 року в село приїхав молодий директор Г. М. Яремчук. Відповідальним моментом був перехід до новозбудованої школи. З цього часу Бортницька школа стала середньою, перший випуск якої проведено в 1955 році. Школа стала центром просвітницької культури, центром методичної роботи. Навчання було платним, звільнялися від оплати діти вчителів та сироти, про що свідчать книги наказів.
З 1960 по 1962 рр. Бортницьку середню школу очолювала Заліська Т. М., а з 1962 по грудень 1969 року керував школою А. В. Шпілінський. За роки його керівництва побудовано пришкільний інтернат, адже до цього часу школа орендувала приміщення для пришкільного інтернату в жителів села. Будівництво тривало два роки. А 1 жовтня 1966 р.в пришкільний інтернат було поселено 168 учнів з навколишніх сіл. Також було розпочате будівництво будинку для вчителів, який було завершено після смерті п. Шпілінського його наступником Іванцевим І. Д.
З 16 січня 1970 р по серпень 1976 р. очолював школу Іванцев Ігор Денисович. За роки керівництва молодий директор зумів підняти рівень навчально — освітньої роботи школи, а також підтримував набуті традиції школи. Багато було зроблено для покращення умов праці вчителів та учнів, а зокрема — переведено школу з пічного опалення на централізоване.
З 1976 по 1979 рр. директором школи був Корнута Я. П. В цей час колектив поповнився молодими кадрами. Пожвавилась позакласна робота. Кочеров В. П. — організатор позакласної роботи /зараз директор Кутищенської школи/ вміло організовував дану роботу. Заслуговував на увагу шкільний ляльковий театр /кер. Кочерова М. М./ Гурток технічної творчості /кер. Корнута Я. П./
На посаді директора Бортниківської середньої школи Кузів Ірина Яківна. З 1979 по 1993 рр. зроблено надзвичайно багато в освітньому плані. В 1991 р. відкрито історико-краєзнавчий музей /кер. Карп'як І. М./
З 1993 по січень 2002 р. школу очолював її випускник Кликайло В. П. Це був складний період становлення незалежної держави, відродження національної школи.
З 16 січня 2002 року на посаді директора випускниця даної школи — Гарасимів Галина Василівна. На самий початок її керівництва випав 50-річний ювілей школи. До цієї поважної дати провелась величезна робота по капітальному ремонту шкільних приміщень, випуску буклета з історії школи «Моя зоря, то школа рідна…», а також підготовці та святкуванні 60-ти річного ювілею школи.
За останні роки в школі багато зроблено по зміцненню матеріально-технічної бази та навчально-освітнього напряму. З 2005 року школа працює за навчальним планом  суспільно — гуманітарного профілю. В січні 2004 року учнівський та учительський колектив приймали в школі гостей з м. Луганськ. Діти проживали в родинах бортницьких учнів і разом з ними святкували Різдво Христове. Протягом трьох днів для гостей учні та вчителі школи проводили святкові вистави, навчали нових колядок, провели екскурсію в шкільний музей.
Директори Бортниківської середньої школи.
Заступниками директорів школи були: з 1952 по 1955 р. — Гаврилків Г. Я.;
з 1955 по 1962 р. — Паньонко М. В.;
з 1962 по 1981 р. — Гайдук /Христюк Н.С/;
з 1981 по 1993 р. — В. П. Кликайло;
з 1993 по 2002 р — Опар В. Г.
з 2002 по 2004 р. — Гарасимів Л. В.
3 2005 по 2008 р. — Горбак Г. М.
З 2008 р. — Андріїв Л. І.
Випускники-медалісти
Школа гордиться своїми випускниками-медалістами.
В 1972 р. школу закінчив з золотою медаллю Литвак Мирослав з с. Богородичина. Це був єдиний золотий медаліст за 40 років.
А пізніше золотими медалями були нагородженні такі випускники:
1993 р. — Кузів Світлана Миколаївна;
1994 р. — Остапов Віталій Валерійович;
1994 р. — Гаріджук Оксана Миколаївна;
2000 р. — Гаврилків Володимир Михайлович;
2001 р. — Гайдук Тетяна Валеріївна;
2004 р. — Козак Марина Михайлівна;
2005 р. — Гуменюк Марія Михайлівна;
2007 р. -  Сірман Валентина Ярославівна;
2011 р. — Андріїв Леся Михайлівна.
Зі срібними медалями Бортниківську школу закінчили:
1964 р. — Литвинюк Михайло М.;
1964 р. — Харук Є. М.;
1966 р. — Шпілінська Л. А.;
1966 р. — Максимів Ф. В.;
1968 р. — Колибаб‘юк О. М.;
1968 р. — Гаврилків Петро Михайлович;
1987 р. — Кликайло Оксана Богданівна;
1990 р. — Гаріджук Мирослава Михайлівна;
1990 р. — Карп'як Оксана Іванівна;
1990 р. — Кликайло Оксана Василівна;
1992 р. — Остапов Валерій Валерійович;
1992 р. — Опар Роман Ярославович;
1992 р. — Кликайло Наталія Богданівна;
1992 р. — Сагановська Марія;
1992 р. — Гаріджук Богдан Миколайович;
1993 р. — Опар Галина Василівна;
1995 р. — Гарасимів Галина Василівна;
1997 р. -  Гаврилків Наталія Михайлівна;
2000 р. — Гаріджук Людмила Іванівна;
2001 р. — Олексина Надія Іванівна;
2001 р. — Литвак Оксана Михайлівна;
2002 р. — Грушецький Михайло Петрович;
2002 р. — Соф'як Світлана Михайлівна;
2002 р. — Сагановська Світлана Іванівна;
2005 р. — Іванюк Мар'яна Михайлівна;
2006 р. — Семирозум Тетяна Романівна;
Кушнір Леся Михайлівна;
Головатчук Галина Василівна;
2007 р. — Надачковська Наталія;
Громадюк Ольга;
2009 р. — Кузів Мар'яна Романівна;
2011 р. — Жирун любов Михайлівна;
Гаврилків Юлія Іванівна.
Як нас знайти:

Адреса: 78033 с. Бортники, Тлумацький район, Івано-Франківська область.